# Municipio de Fairview (condado de Shelby)
El municipio de Fairview (en inglés: Fairview Township) es un municipio ubicado en el condado de Shelby en el estado estadounidense de Iowa. En el año 2010 tenía una población de 255 habitantes y una densidad poblacional de 2,5 personas por km².

## Geografía
El municipio de Fairview se encuentra ubicado en las coordenadas 41°33′15″N 95°19′35″O / 41.55417, -95.32639. Según la Oficina del Censo de los Estados Unidos, el municipio tiene una superficie total de 102.15 km², de la cual 102,15 km² corresponden a tierra firme y (0 %) 0 km² es agua.

## Demografía
Según el censo de 2010, había 255 personas residiendo en el municipio de Fairview. La densidad de población era de 2,5 hab./km². De los 255 habitantes, el municipio de Fairview estaba compuesto por el 100 % blancos. Del total de la población el 4,31 % eran hispanos o latinos de cualquier raza.